# Кубок Беларуси по футболу 1995/1996
Кубок Беларуси по футболу 1995/1996 годов — 5-й розыгрыш ежегодного клубного турнира, второго по значимости в стране. Финал Кубка состоялся 17 мая 1996 года на стадионе «Динамо» в Минске. Обладателем трофея впервые стал мозырьский МПКЦ, разгромивший минское «Динамо» со счётом 4:1.

## 1/16 финала
Матчи состоялись 4 и 6 августа 1995 года.
| Хозяева                   | Счёт          | Гости              |
| ------------------------- | ------------- | ------------------ |
| Коммунальник (Пинск)      | 0:4           | Динамо (Минск)     |
| Фомальгаут (Борисов)      | 0:0(6:5 пен.) | Неман (Гродно)     |
| Кимовец (Витебск)         | 0:3           | Динамо-93 (Минск)  |
| Брестбытхим (Брест)       | 2:4           | ФК Молодечно       |
| Трансмаш (Могилев)        | 0:1           | Динамо (Брест)     |
| Химик (Светлогорск)       | 4:1           | Торпедо (Минск)    |
| ФК Гомель                 | 2:1           | Двина (Витебск)    |
| Кардан Флайерс (Гродно)   | 6:2           | Обувщик (Лида)     |
| Нафтан-Девон (Новополоцк) | 1:3           | Атака-Аура (Минск) |
| Динамо-Юни (Минск)        | 4:0           | Шинник (Бобруйск)  |
| КПФ (Слоним)              | 3:0           | Ведрич (Речица)    |
| Торпедо (Жодино)          | 1:8           | МПКЦ (Мозырь)      |
| Гранит (Микашевичи)       | 1:6           | Днепр (Могилев)    |
| Строитель (Старые Дороги) | 0:3           | Торпедо (Могилёв)  |
| Локомотив (Витебск)       | 0:1           | Шахтёр (Солигорск) |
| Химволокно (Гродно)       | 3:0           | ФК Бобруйск        |

## 1/8 финала
Матчи состоялись 31 августа и 1 сентября 1995 года.
| Хозяева            | Счёт      | Гости                   |
| ------------------ | --------- | ----------------------- |
| Атака-Аура (Минск) | 2:0       | Динамо-Юни (Минск)      |
| МПКЦ (Мозырь)      | 2:1       | Днепр (Могилев)         |
| Динамо (Минск)     | 4:0(д.в.) | Химик (Светлогорск)     |
| Динамо-93 (Минск)  | 7:1       | Химволокно (Гродно)     |
| Динамо (Брест)     | 1:4       | ФК Молодечно            |
| Торпедо (Могилёв)  | 0:1       | ФК Гомель               |
| Шахтёр (Солигорск) | 2:1       | Кардан Флайерс (Гродно) |
| КПФ (Слоним)       | 1:4       | Фомальгаут (Борисов)    |

## 1/4 финала
Матчи состоялись 22 октября, 3 ноября 1995 года и 28 апреля 1996 года.
| Хозяева            | Счёт | Гости                |
| ------------------ | ---- | -------------------- |
| ФК Молодечно       | 0:1  | Динамо-93 (Минск)    |
| Шахтёр (Солигорск) | 2:3  | МПКЦ (Мозырь)        |
| ФК Гомель          | 0:4  | Атака-Аура (Минск)   |
| Динамо (Минск)     | 3:1  | Фомальгаут (Борисов) |

## 1/2 финала
Матчи состоялись 9 мая 1996 года.
| Хозяева           | Счёт      | Гости              |
| ----------------- | --------- | ------------------ |
| МПКЦ (Мозырь)     | 5:4       | Атака-Аура (Минск) |
| Динамо-93 (Минск) | 0:4(д.в.) | Динамо (Минск)     |

## Финал
| 17 мая 1996 | \| Динамо (Минск) \| 1:4 \| МПКЦ (Мозырь) \| \| Чернявский 65′ \| Голы \| Ромащенко 43′ · Яромко 44′, 79′ · Коновалов 89′ \| | Динамо, Минск Зрителей: 7600 Судья: Евгений Сережкин (Могилев) |
| Динамо: Варивончик (Евневич, 46), Яскович, Островский, Хацкевич, Лухвич, Лаврик, Чернявский, М. Маковский (Майоров, 87), Белькевич, В. Маковский (Шавров, 74), Качуро. Тренер: Иван Щёкин. МПКЦ: Свирков, Седнёв, Левчук, Гольмак, Хрипач (Сысоев, 34), Скоробогатько (Денисюк, 74), Кульчий, Ромащенко (Коновалов, 46), Гомонов, Горовой, Яромко. Тренер: Анатолий Юревич. ПРЕДУПРЕЖДЕНИЯ: Островский (76) - Свирков (44), Седнёв (59), Коновалов (60). УДАЛЕНИЕ: Хацкевич (85). | |                                                                |
| Динамо (Минск) | 1:4 | МПКЦ (Мозырь)                                                  |
| Чернявский 65′ | Голы | Ромащенко 43′ · Яромко 44′, 79′ · Коновалов 89′                |

| Обладатель Кубка Беларуси 1995/96 |
| --------------------------------- |
| МПКЦ (Мозырь) Первый кубок        |